# Aditi

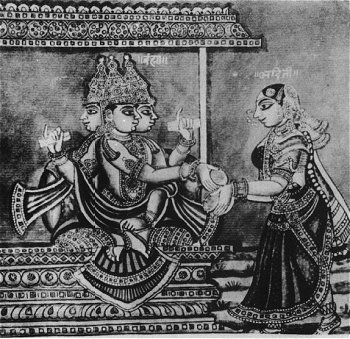
Brahma und Aditi (Illustration des 19. Jhdts.)

Aditi (Sanskrit, f., अदिति, aditi, „ungebunden“, „unbegrenzt“, „unendlich“, „frei“) ist eine Mutter-, Erd- und Himmelsgöttin der hinduistischen Mythologie, die bereits in den Veden besungen wird. Umfassender und abstrakter gilt sie auch als Göttin des unendlichen Raums und Bewusstseins, sowie als fruchtbare, schützende Gebieterin der Welt und ihrer Ordnung, die von Not und anderen Beschränkungen befreit.
Aditi ist die Mutter der Adityas, mit denen sie im Rigveda ausschließlich gemeinsam angerufen wird. Von dem Wasser, der Erde und Aditi stammen die Götter ab, ihre Mutter ist Djaur-Aditi („Himmels-Aditi“), die sie mit süßer Milch großzieht. Das Soma „legt in der Aditi Schoß den Keim, durch den wir Samen und leibliche Nachkommenschaft erlangen“. Ihre Brust gilt als Nabel der Welt. Daher opfert man ihr auch in Erdöffnungen. Eng mit ihr verbunden ist die unsterbliche Kuh, die die nährende Kraft der Erde, Großzügigkeit, Fruchtbarkeit und Mutterschaft, repräsentiert. Aditi gilt auch als Göttin der Erde und Erhalterin der Welt. Der Hahn gilt in spätvedischer Zeit oft als ihr vahana (Reittier). Oftmals trägt Aditi Ohrringe, die bei der Quirlung des Milchozeans als eine von vierzehn Kostbarkeiten hervorgegangen sein sollen und die ihr Sohn Indra ihr schenkte.
Im Atharvaveda erscheint sie als unvergängliche und schützende Gebieterin der Weltordnung Ṛita, die Schuld und Vergehen tilgt und von Not, Krankheit und Furcht befreit. Im Rigveda wird Aditi kein männlicher Partner zugeordnet. In einem Gesang des Atharvaveda wird sie abweichend vom Rigveda als Schwester der Adityas genannt, ihre gemeinsamen Eltern sind hier die Vasus, und als Sohn Aditis wird Rudra genannt.
In der Brihadaranyaka-Upanishad wird sie als Göttin des unendlichen Raums und Bewusstseins mit dem Schöpfergott Prajapati identifiziert, in jüngeren Schriften wie der Shatapatha-Brahmana erscheint sie vorwiegend als Personifikation der Erde. Im Mahabharata und den Puranas erscheint sie als Tochter und Mutter des Daksha und als Mutter der Götter, insbesondere des Aditya Vivasvat und des Vishnu, mit dem sie während der Herrschaft der Danavas schwanger war. Daksha ist gleichzeitig als Aditis Sohn und Vater bekannt. Sie erscheint entweder als Gefährtin von Brahma oder Kashyapa. Mit Kashyapa zeugt sie die Adityas. Auch gilt sie als Mutter und Gattin Vishnus.
In der Indologie ist die Frage nach dem Wesen Aditis umstritten. Sie wird sowohl als Repräsentation des Himmels, als auch als Personifikation der Nichtgebundenheit, der sich ausbreitenden Erde oder als Magna Mater gesehen. Manche halten sie auch für eine Personifikation des Tages bzw. des Tageslichtes. Ihr gegenüber steht ihre Schwester oder spätere Erscheinungsform Diti, die die Begrenztheit des individuellen menschlichen Bewusstseins repräsentiert.